# Christian af Danmark (1675-1695)
 Der er flere personer med dette navn, se Christian af Danmark.
Prins Christian af Danmark-Norge (25. marts 1675 – 27. juni 1695) var en dansk-norsk prins, der var søn af Christian 5. og Dronning Charlotte Amalie.

## Biografi
Christian blev født den 25. marts 1675 på Københavns Slot som søn af kong Christian 5. og Charlotte Amalie af Hessen-Kassel. I en alder af 12 år nævntes han som muligt kongsemne i Polen. Som 14-årig forestod han festlighederne i anledning af faderens fødselsdag, der bragte den første opera frem i Danmark, og som sørgeligt afsluttedes med Sophie Amalienborgs brand 1689. Selv var han et kraftigt og livligt ungt menneske, der under sin marskal Volrad Paris von Viereggs ledelse i maj 1695 tiltrådte sin første større rejse, til Italien. Hurtigt efter smittedes han af småkopper og døde allerede 27. juni i Ulm. Liget førtes til Roskilde, hvor jordfæstelsen fandt Sted "i den nye kongelige Begravelse" (Roskilde Domkirke) 11. september samme år. 